# Kształcenie
Kształcenie – całość doświadczeń składających się na proces zdobywania przez jednostkę umiejętności, wiedzy oraz rozumienia otaczającego ją świata. 
Kształcenie obejmuje zarówno proces nauczania jak i uczenia się. Pojęcie kształcenie często utożsamia się z formalnym kształceniem w instytucjach systemu szkolnictwa. W szerszym rozumieniu, obejmuje ono także kształcenie nieformalne, mające źródło w codziennych doświadczeniach, rodzinnych, kontaktach z rówieśnikami i informacjami pochodzącymi z mass mediów. Podkreśla się także znaczenie szeroko rozumianego kształcenia ustawicznego (uczenia się przez całe życie).
Kształcenie jest przedmiotem zainteresowania wielu dyscyplin naukowych: przede wszystkim pedagogiki, psychologii i socjologii.